# 萊達鎮區 (密蘇里州梅肯縣)
萊達鎮區（英語：Lyda Township）是位於美國密蘇里州梅肯縣的一個行政鎮區。

## 地方資料
萊達鎮區的面積為92.46平方千米，當中陸地面積為92.07平方千米，而水域面積為0.38平方千米。根據2020年美國人口普查的數據，當地共有人口601人，而人口密度為每平方千米6.5人。